# Anthony Edward Walsby

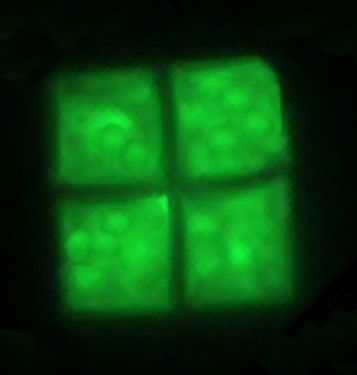
Haloquadratum walsbyi

Anthony Edward Walsby, BSc(Birm), PhD(Lond), FRS, és professor emèrit de microbiologia a la School of Biological Sciences, Universitat de Bristol.
És un investigador en els camps de les algues, i cianobacteris, ecologia dels llacs, les seves vesícules i vaquols de gas i la seva genètica els quals cobreixen els llacs europeus i també la mar Bàltica. Va descobrir Haloquadratum walsbyi en un llac submarí de la Península del Sinaí el 1980. Va ser escollit membre de la Royal Society l'11 de març de 1993.

## Algunes publicacions
- PubMed
- Walsby, A.E. 1991. The mechanical properties of the Microcystis gas vesicle. Journal of General Microbiology 137, 2401-2408.
- Walsby, A.E., Revsbech, N.P. & Griffel, D.H. 1992. The gas permeability coefficient of the cyanobacterial gas vesicle wall. Journal of General Microbiology 138, 837-845.
- Buchholz, B.E.E., Hayes, P.K. & Walsby, A.E. 1993. The distribution of the outer gas vesicle protein, GvpC, on the Anabaena gas vesicle, and its ratio to GvpA. Journal of General Microbiology, 139, 2353-2363.
- Walsby, A.E. 1994. Gas vesicles. Microbiological Reviews, 58, 94-144.
- Kinsman, R., Walsby, A.E. & Hayes, P.K. 1995. GvpCs with reduced numbers of repeating sequence elements bind to and strengthen cyanobacterial gas vesicles. Molecular Microbiology, 17, 147-154.
- McMaster, T.J., Miles, M.J. & Walsby, A.E. 1996. Direct observation of protein secondary structure in gas vesicles by atomic force microscopy. Biophysics Journal, 70, 2432-2436.
- Walsby, A.E. & A. Avery. 1996. Measurement of filamentous cyanobacteria by image analysis. Journal of Microbiological Methods 26, 11-20.
- Walsby, A.E. 1997. Numerical integration of phytoplankton through depth and time in a water column. New Phytologist, 136, 189-209.
- Walsby, A.E., Hayes, P.K., Boje, R. & Stal, L.J. 1997. The selective advantage of buoyancy provided by gas vesicles for planktonic cyanobacteria in the Baltic Sea. New Phytologist, 136, 407-417.
- Walsby, A.E., Avery, A. & Schanz, F. 1998. The critical pressures of gas vesicles in Planktothrix rubescens in relation to the depth of winter mixing in Lake Zurich, Switzerland. Journal of Plankton Research 20: 1357-1375.
- Walsby, AE & Holland, DP. (2006) Sinking velocities of phytoplankton measured on a stable density gradient by laser scanning. Journal of the Royal Society Interface, The Royal Society, 3 (8), 429 - 439.
- Dunton, PG, Mawby, WJ, Shaw, VA & Walsby, AE. (2006) Analysis of tryptic digests indicates regions of GvpC that bind to gas vesicles of Anabaena flos-aquae. Microbiology, Society for General Microbiology, 152 (6), 1661 - 1669.
- Walsby, AE & Dunton, PG. (2006) Gas vesicles in actinomycetes? Trends in Microbiology, Elsevier, 14 (3), 99 - 100.
- Walsby, AE. (2006) Gordon Elliott Fogg CBE, 26 April 1919 - 30 January 2005. Biographical Memoirs of Fellows of the Royal Society, Royal Society, 52, 97 - 116.
- Walsby, AE, Schanz, F & Schmidt, M. (2006) The Burgundy-blood phenomenon: a model of buoyancy change explains autumnal waterblooms of Planktothrix rubescens in Lake Zurich. New Phytologist, Blackwell, 169 (1), 109 - 122.
- Walsby, AE & Juttner, F. (2006) The uptake of amino acids by the cyanobacterium Planktothrix rubescens is stimulated by light at low irradiances. FEMS Microbiology Ecology, Blackwell, 58 (1), 14 - 22.
- Walsby, AE. (2005) Archaea with square cells. Trends in Microbiology, 13, 193 - 195.
- Dunton, PG & Walsby, AE. (2005) The diameter and critical collapse pressure of gas vesicles in Microcystis are correlated with GvpCs of different length. FEMS Letters, 247, 37 - 43.
- Walsby, AE. (2005) Stratification by cyanobacteria in lakes: a dynamic buoyancy model indicates size limitations met by Planktothrix rubescens filaments. New Phytologist, Blackwell, 168 (2), 365 - 376.
- Walsby, AE, Ng, G, Dunn, C & Davis, PA. (2004) Comparison of the depth where Planktothrix rubescens stratifies and the depth where the daily insolation supports its neutral buoyancy. New Phytologist, 162, 133 - 145.